# Kościół Marcina Lutra we Wrocławiu
Kościół Marcina Lutra (niem. Martin-Luther-Kirche (Lutherkirche)) – luterański kościół we Wrocławiu, który znajdował się przy obecnym Placu Grunwaldzkim. Do 1945 roku jego wieża była jednym z najwyższych obiektów Wrocławia. Zniszczony przez Wehrmacht podczas oblężenia miasta ogłoszonego twierdzą u schyłku II wojny światowej.

## Historia
Kościół został wzniesiony w latach 1893–1896, w ścisłym związku z czterechsetną rocznicą urodzin Marcina Lutra. Projekt świątyni wyłoniono drogą ogólnoniemieckiego konkursu. Projektantem był architekt Jürgen Kröger, który zaproponował formę jednonawową z prezbiterium półkulistym, w stylu neogotyckim, nawiązującym do gotyku płomienistego.
Przed 1945 był najwyższym budynkiem Wrocławia (wieża liczyła ponad 90 m wysokości) i miał 1,4 tys. miejsc siedzących. Rozbudowano go w 1915 w związku z powiększeniem się liczby ewangelików w mieście. W centralnym miejscu fasady kościoła przy wejściu, nad reliefem przedstawiającym wystąpienie Lutra w Wormacji, znajdowała się figura Lutra piszącego słowa ewangelickiej pieśni „Ein feste Burg ist unser Gott”. Była to kopia postaci z pomnika Lutra z Wormacji. W 1930 zmieniono dach kościoła, a w 1931 odnowiono wieżę.
Poważnie uszkodzony w 1944 i ostatecznie wysadzony w powietrze 19 marca 1945 roku na rozkaz gauleitera Karla Hanke; na jego miejscu powstał pas startowy lotniska
Po wojnie w miejscu, w którym stał kościół wybudowano budynek D1 należący do Politechniki Wrocławskiej oraz postawiono pomnik Pomordowanych Profesorów Lwowskich.